# Przejście graniczne Kosoń-Barabás
Przejście graniczne Kosoń-Barabás - to międzynarodowe ukraińsko-węgierskie drogowe przejście graniczne, położone w rejonie berehiwskim obwodu zakarpackiego. Jest to przejście przeznaczone dla ruchu osobowego (oprócz autokarów). 